# 清算主義 (経済用語)
清算主義（せいさんしゅぎ、英: Liquidationism）とは、政府や中央銀行は不況下でも積極財政や金融緩和などの経済介入をすべきではなく、不況に任せて経済に蓄積した不良を清算することが必要だという、オーストリア学派の経済思想およびそれに基づく経済政策。市場原理を尊重し、不況の放置や深化により企業や雇用や産業の淘汰や整理を行い、経済主体の新陳代謝を進めることが、将来の経済健全化につながるという立場を取る。

## 概要
清算主義は1929年にアメリカで始まった世界恐慌の際、ハーバート・フーヴァー政権下で財務長官を務めたアンドリュー・メロンが述べたとされる「労働者を清算せよ、株式を清算せよ、農民を清算せよ、不動産を清算せよ」「恐慌は経済システムから腐敗を粛清する。水膨れした生計費が下落する。人々はより勤勉に働き、より道徳的な生活を送ることになるだろう。価格は適正値に調整され、企業家精神に溢れた人々が、無能な人々の残した事業の瓦礫を拾い上げることになるだろう」という発言が源流である。
清算主義の背景には新古典派経済学があり、フーヴァーもレッセフェールや見えざる手を重視していた。清算主義に非常に近い概念にヨーゼフ・シュンペーターが提唱した「創造的破壊」があり、これもまた清算主義に包括される。
清算主義者は、経済停滞の原因が企業や雇用の無駄や非効率性にあるという認識に立つ。そして市場による政府に依存しない自己調整メカニズムを重視する。よって不況であろうと、政府が市場に介入して財政政策や金融政策によって、生産性が低かったり破綻状態にある企業や雇用を延命させれば、市場による自然な調整が阻害されて経済の資源配分が歪み、中長期的には経済を非効率な状態にしてしまい、将来の経済成長を阻害すると結論づける。従って清算主義者は、不況であっても企業や労働者の救済を行わずに、緊縮財政政策などで経済主体を厳しい環境に置くことを主張する。そして不況を奇貨として容赦なく企業や雇用を潰すことを求める。その結果、過酷な経済環境に耐えられない、非効率であったり持続力の低い企業や雇用が市場メカニズムの淘汰や新陳代謝で排除され、労働者や資金などのリソースが生産性の高い企業や成長産業に移動することで、国民経済全体の生産性向上と効率的な資源配分が達成されると考える。

## 世界恐慌における対応の失敗
世界恐慌が発生してもフーヴァーが政府の不作為を貫き、何ら有効な不況対策を行わなかった結果、アメリカでは恐慌が深刻化した。フーヴァーは「景気はそのうち回復する」という認識の下で大統領職を退くまで断固として緊縮財政と高金利政策を継続し、恐慌をひたすら悪化させた。アメリカが本格的に世界恐慌から立ち直ったのは、フランクリン・ルーズベルト政権下での、ニューディール政策および第二次世界大戦という、国債増発による莫大な公的需要拡大を通じてであった。
また、同時期に日本に世界恐慌の波が押し寄せた際、首相であった濱口雄幸は立憲民政党両院議員評議員連合会の演説で「明日伸びむが為に、今日縮むのであります」と語った。濱口は、短期的な痛みに耐え、不況を通して生産性の低い不良企業の淘汰と産業の再編を促すことで経済を合理化し、蓄積した経済の膿を出して清算することが必要であるという、清算主義の信奉者であった。そして井上準之助蔵相と共に金解禁に踏み切り緊縮財政を行った。しかし、これが不況をさらに下押ししてしまい、昭和恐慌が発生した。日本が昭和恐慌から脱出したのは犬養内閣の下で高橋是清蔵相が行った、金輸出再禁止に伴う管理通貨制度への移行に加え、国債の日銀引き受けによる時局匡救事業や軍事予算の増額等の財政政策を通じてであった。このように日本の景気回復も、アメリカと同様に積極財政による需要拡大が基盤にあった。
不況に陥ると、倒産・廃業・失業・賃下げが大規模に増加し、企業は投資や人件費を削減し労働者は消費を抑制する。その結果としてさらに総需要が縮小し、ますます不況が深刻化してデフレスパイラルに陥る。こうした合成の誤謬によって、不況下では有効需要の縮小に引きずられて財やサービスの生産の減少・停滞が続く悪循環が急速に進行し、市場原理による自然回復もできなくなる。加えてバランスシート不況によって、企業は債務返済を優先するようになるため、投資が大きく減少して将来の成長余地も失われてしまう。
さらに、不況下で生き残るのは、純資産を多く保有している財務の健全性が高い企業であり、財務基盤が弱い新興企業や、負債を拡大したり純利益を圧縮して積極的に投資を行っていた企業ほど、生産性や成長余地に関わらず、資金繰りの悪化等で潰れてしまう。清算主義者の期待に反して、不良な企業だけが淘汰されるという結果にはならない。
このように清算主義は不況による経済の後退やそれに伴う社会不安の増大に対して、有効な解決策を持たなかった。そればかりか、自らの経済思想が引き金を引いて破壊的な官製不況を作り出し、社会経済にショックをもたらしたため、後に登場するケインズ経済学によって厳しく批判された。
ポール・クルーグマンは「不況を腐敗浄化のために必要な作用と見なし、財政赤字や国債発行を悪として糾弾する、清算主義の叫び屋たちは何もかも間違っていた」と評している。